# سان شابيل

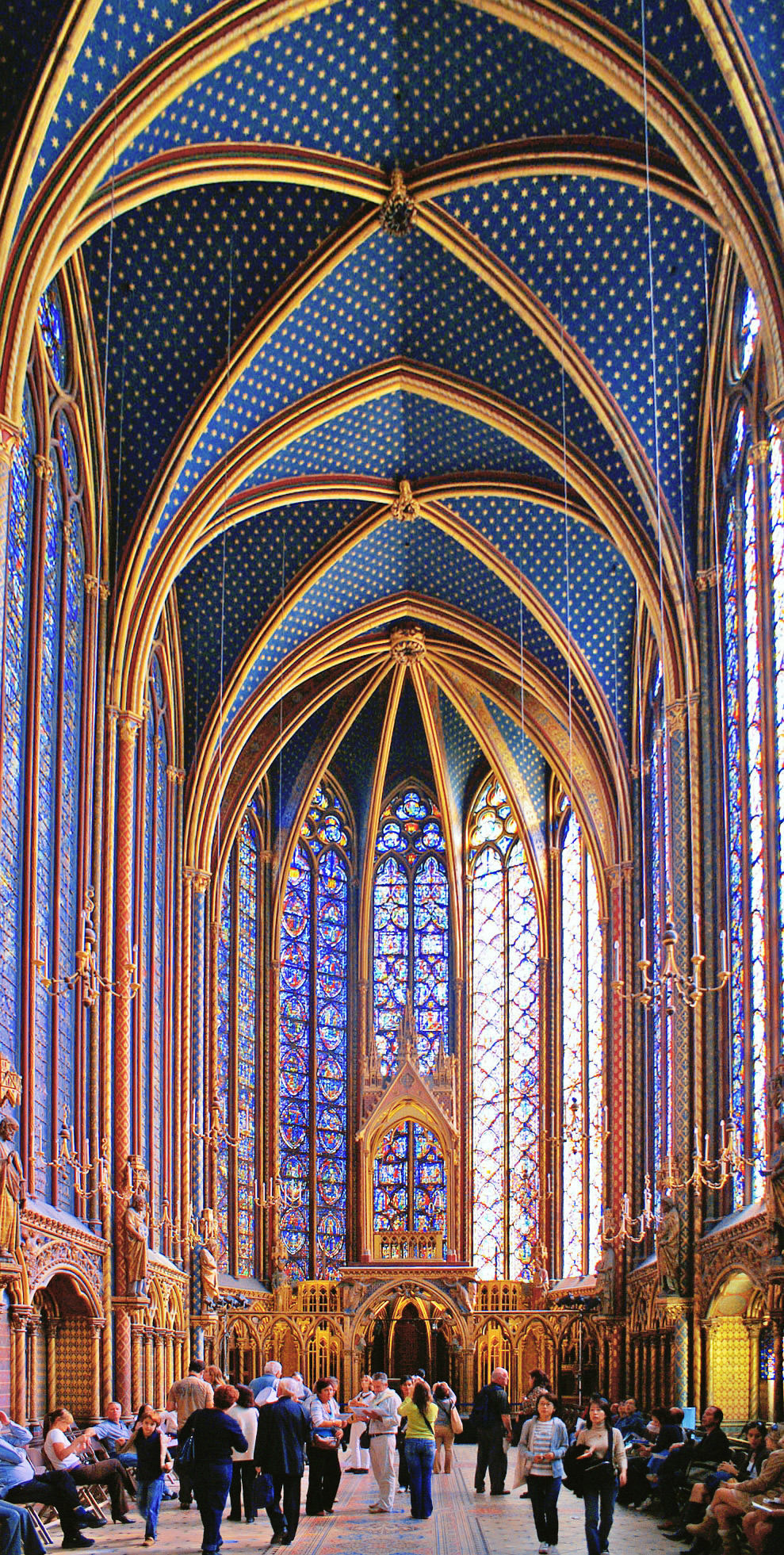
سانت تشابيل

سانت شابيل (بالفرنسية: Sainte-Chapelle)‏ هي مصلى كنسي ملكي يقع بالقرب قصر العدل في باريس (بالفرنسيّة: Palais de justice de Paris) في جزيرة المدينة (بالفرنسيّة: Île de la Cité).
بنيت الكنيسة على الطراز القوطي، وشرع بالبناء فيها حوالي سنة 1239، وكرّست في 26 نيسان/أبريل 1248. استخدمها لويس التاسع من أجل وضع المقتنيات المسيحية.

## معرض صور

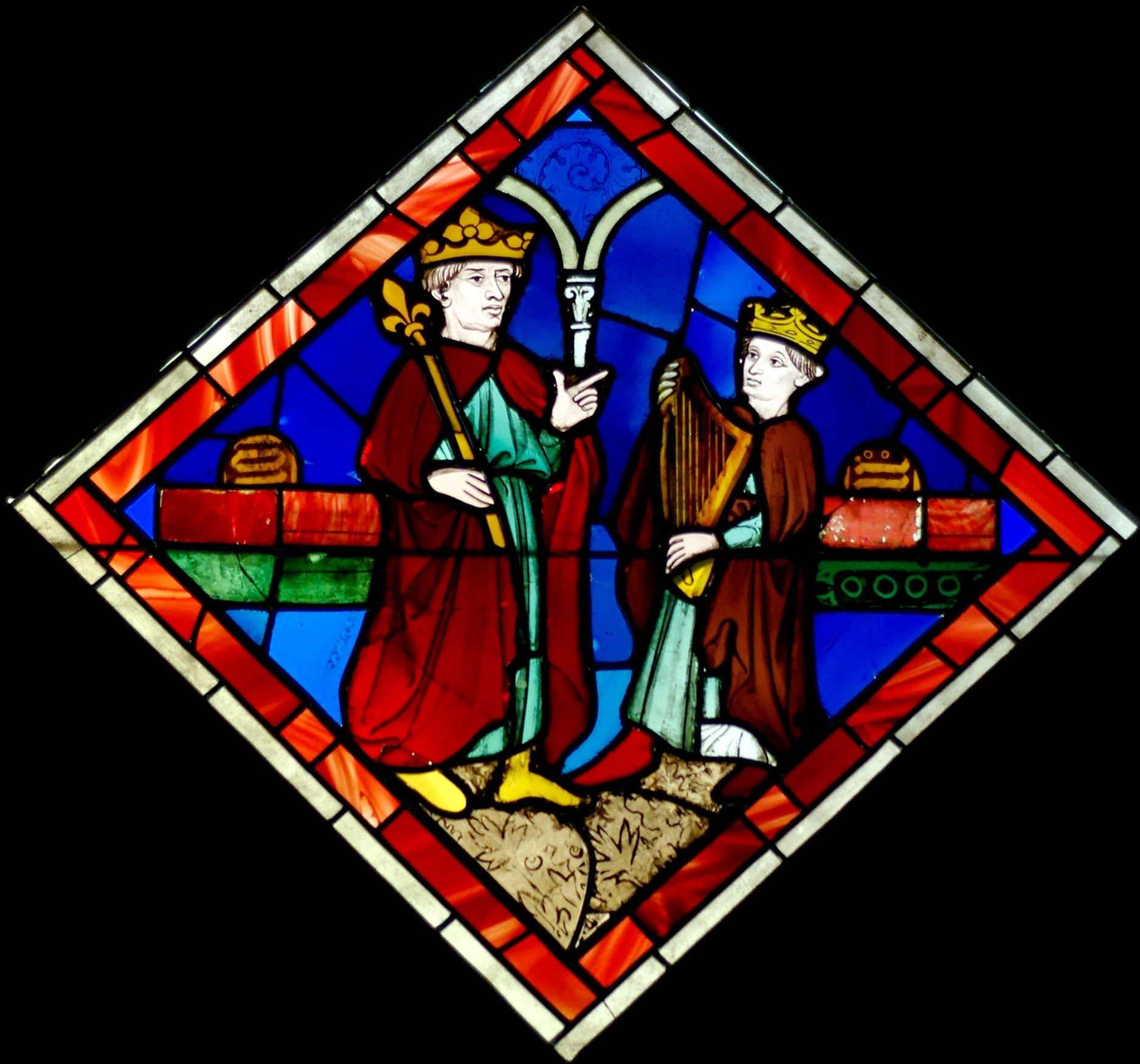
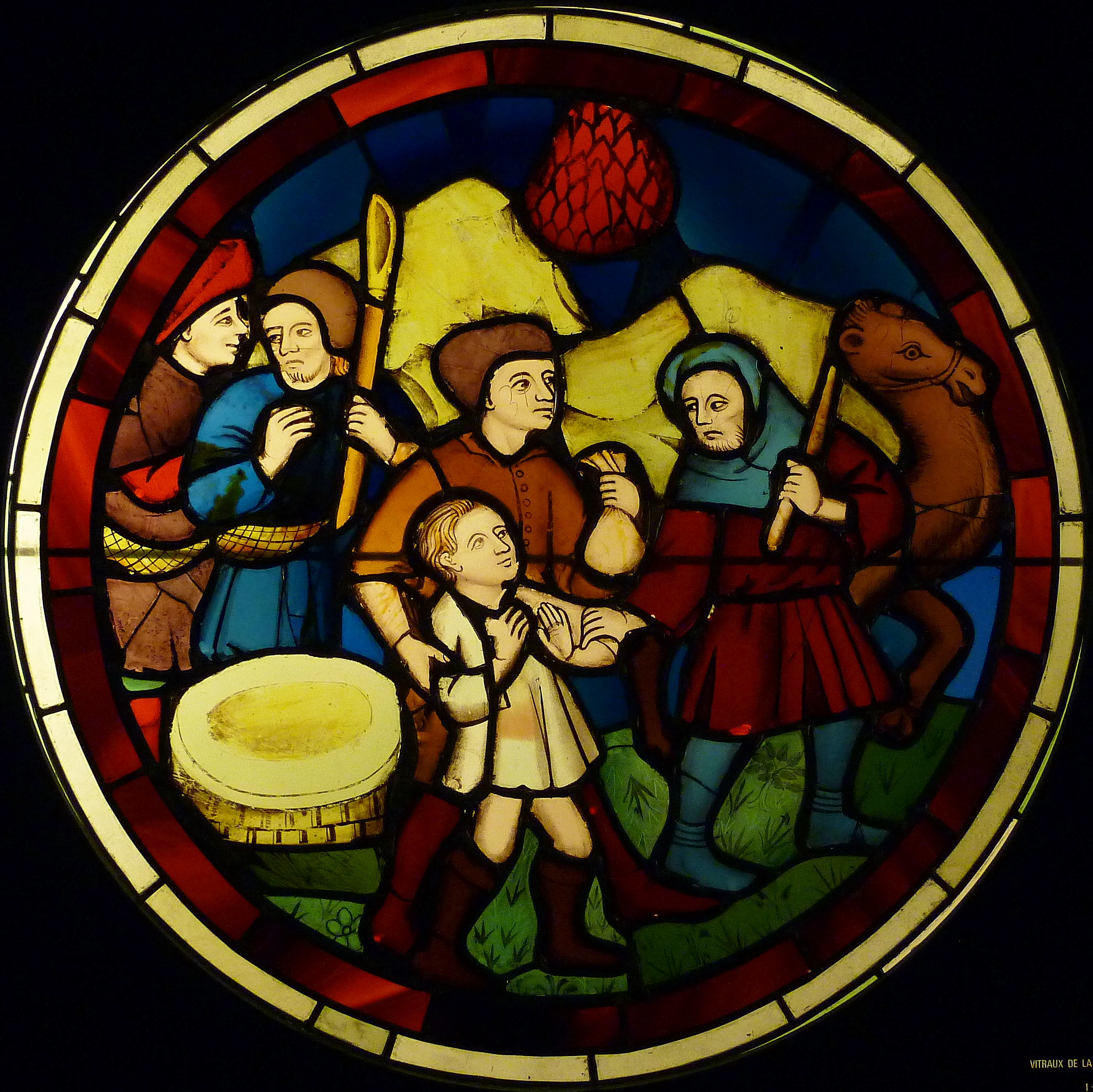
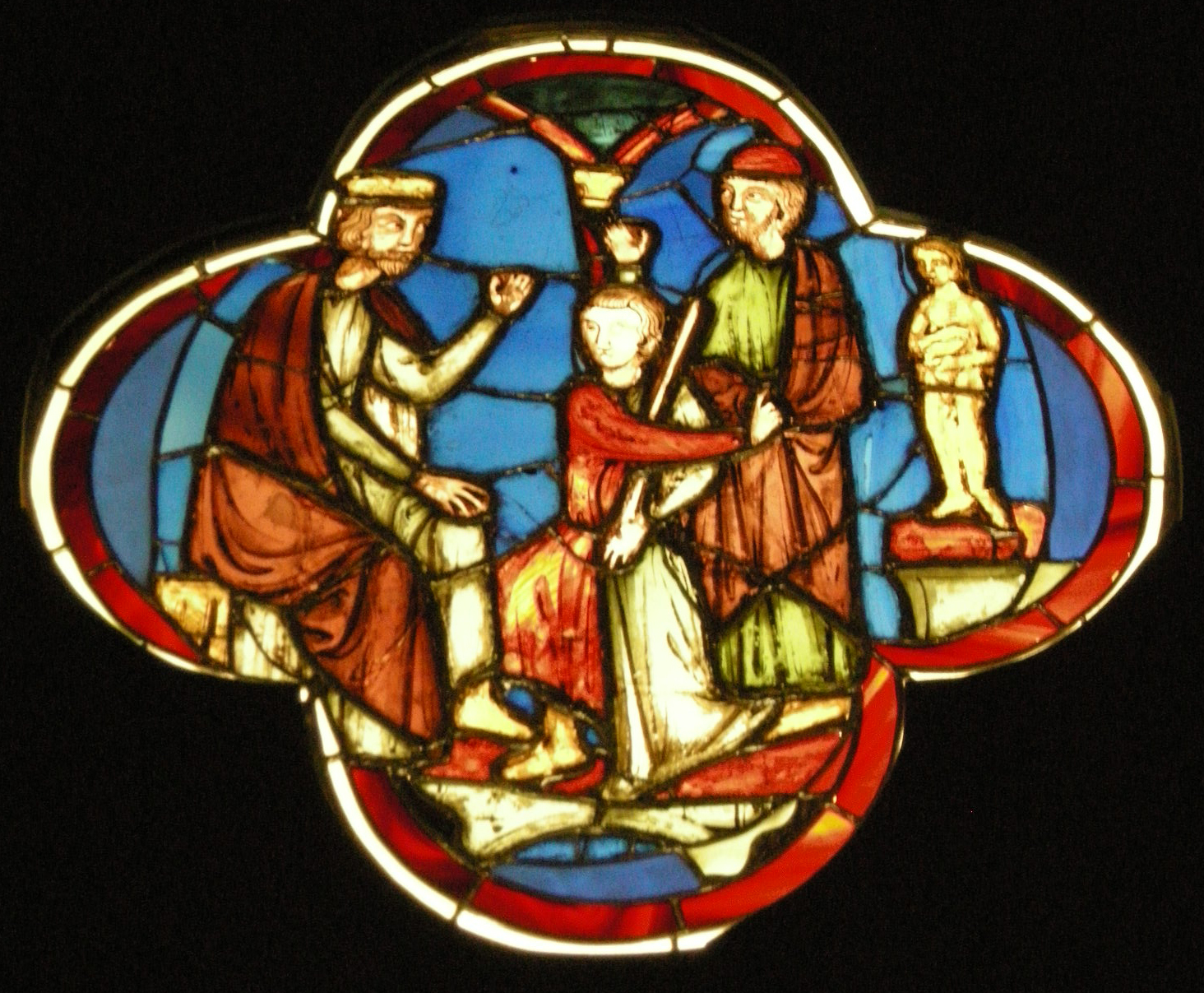

## اقرأ أيضاً
- باريس
- المسيحية في فرنسا
- الملكيّة الكاثوليكية